# Marcellin Carraud
Pour les articles homonymes, voir Carraud.
Marcellin Carraud, né le 10 octobre 1909 à Orléans (Loiret (département)) et mort le 18 juin 1988 à Vesoul (Haute-Saône), est un homme politique français.

## Biographie
Il fait ses études secondaires à l’institution Saint-Jean de Besançon. Il obtient son doctorat en droit à la faculté de Dijon. Il s’installe comme notaire à Vesoul en 1939, mais il est alors mobilisé jusqu’en 1941. Il fait ensuite partie du mouvement « Témoignage chrétien » en qualité de diffuseur pour Vesoul et sa région. En 1945, il est vice-président du Comité départemental de Libération. Membre du MRP, il est vice-président de la fédération départementale.
Il est élu au conseil municipal de Vesoul de 1947 à 1965.
Il est élu conseiller général du canton de Vesoul en 1951. Il est rapporteur de la commission des finances, puis de vice-président de 1951 à 1956. En 1956, il est élu président du Conseil général de la Haute-Saône jusqu’en 1958. Il est battu aux élections cantonales en 1958 par le maire de Vesoul Pierre Rénet.
Le 8 juin 1958, il est élu au Conseil de la République sur la liste d’Union républicain et paysanne qui remporte deux sièges en Haute-Saône. Il est nommé secrétaire du Sénat et il siège à la commission des Affaires culturelles. Il est à nouveau candidat aux élections sénatoriales du 26 avril 1959, toujours sur la liste d’Union républicaine et paysanne mais il est battu.
Il est président de l’Office départemental d’HLM en 1964. Il est président de la Croix-Rouge française de 1969 à 1979. Il est à l’origine de la création de deux écoles d’infirmières à Vesoul tout en organisant le don du sang en Haute-Saône.

## Décoration
- Chevalier de l'ordre de la Santé publique (1960)[3]

## Détail des fonctions et des mandats
Mandat parlementaire
- 8 juin 1958 - 26 avril 1959 : Sénateur de la Haute-Saône

Autres fonctions
- 17 juin 1969 - 1978 : Président de la Croix-Rouge française